# Psechrus kinabalu
Espèce
Psechrus kinabalu est une espèce d'araignées aranéomorphes de la famille des Psechridae.

## Distribution
Cette espèce est endémique du Sabah en Malaisie,. Elle se rencontre sur le mont Kinabalu à 1 680 m d'altitude.

## Description
Le mâle holotype mesure 10,1 mm.

## Étymologie
Son nom d'espèce lui a été donné en référence au lieu de sa découverte, le mont Kinabalu.

## Publication originale
- Levi, 1982 : The spider genera Psechrus and Fecenia (Araneae: Psechridae). Pacific Insects, vol. 24, p. 114-138 (texte intégral).